# Commonwealth Arena and Sir Chris Hoy Velodrome
Commonwealth Arena and Sir Chris Hoy Velodrome (původně National Indoor Sports Arena (NISA) and Sir Chris Hoy Velodrome) je komplex víceúčelové haly a velodromu ve skotském Glasgowě. Nachází se v sousedství fotbalového stadionu Celtic Park ve čtvrti Dalmarnock na území městské oblasti East End. Postaven byl pro Hry Commonwealthu 2014, během nichž hostil soutěže v badmintonu a dráhovou cyklistiku. Komplex byl otevřen v roce 2012, kdy městská rada uzavřela desetiletou smlouvu s aerolinkami Emirates na prodej práv názvu. V Emirates Arena sídlí skotská národní sportovní agentura Sportscotland  a cyklistický svaz Scottish Cycling. Během prvního desetiletí se v aréně uskutečnilo více než pět set sportovních událostí.

## Historie
Výstavba na 12,5 hektarovém pozemku probíhala v letech 2009 až 2012, s náklady ve výši 113 milionů liber. Střešní kryt byl osazen 120tunovou ocelovou konstrukcí, která zajistila spojitý prostor arény i velodromu bez předělu nosnými sloupy. Součástí interiéru je 200metrový, hydraulicky výsuvný, atletický ovál. Velodrom byl pojmenován po šestinásobném olympijském vítězi, skotském rodáku Chrisi Hoyovi.

## Události
Od sezóny 2012/2013 britské basketbalové ligy se hala stala domovskou základnou týmu Glasgow Rocks, který se do ní přestěhoval z Kelvin Hallu. V daném ročníku se jednalo o největší halu ostrovní basketbalové ligy. Úvodní zápas proběhl den po otevření, 7. října 2012, v podobě derby s Newcastle Eagles. Na Hrách Commonwealthu 2014 komplex hostil soutěže v badmintonu a dráhovou cyklistiku a nacházel se přímo u vesnice sportovců.
Britská daviscupová reprezentace na stadionu vyhrála čtvrtfinále Světové skupiny 2015 proti Spojeným státům, na cestě za ziskem jubilejní desáté salátové mísy. V semifinále Světové skupiny 2016 obhajobu trofeje zhatila porážka s Argentinou, když o vítězi rozhodlo až páté závěrečné utkání. Mezi další události se zařadily Mistrovství světa v badmintonu 2017, první ročník mistrovství sportů European Championships 2018, Halové mistrovství Evropy v atletice 2019 či finálový turnaj Billie Jean King Cupu 2022.
Aréna získala pořadatelství úvodního ročníku cyklistického světového šampionátu UCI Cycling World Championships 2023 a Halového mistrovství světa v atletice 2024.

## Galerie

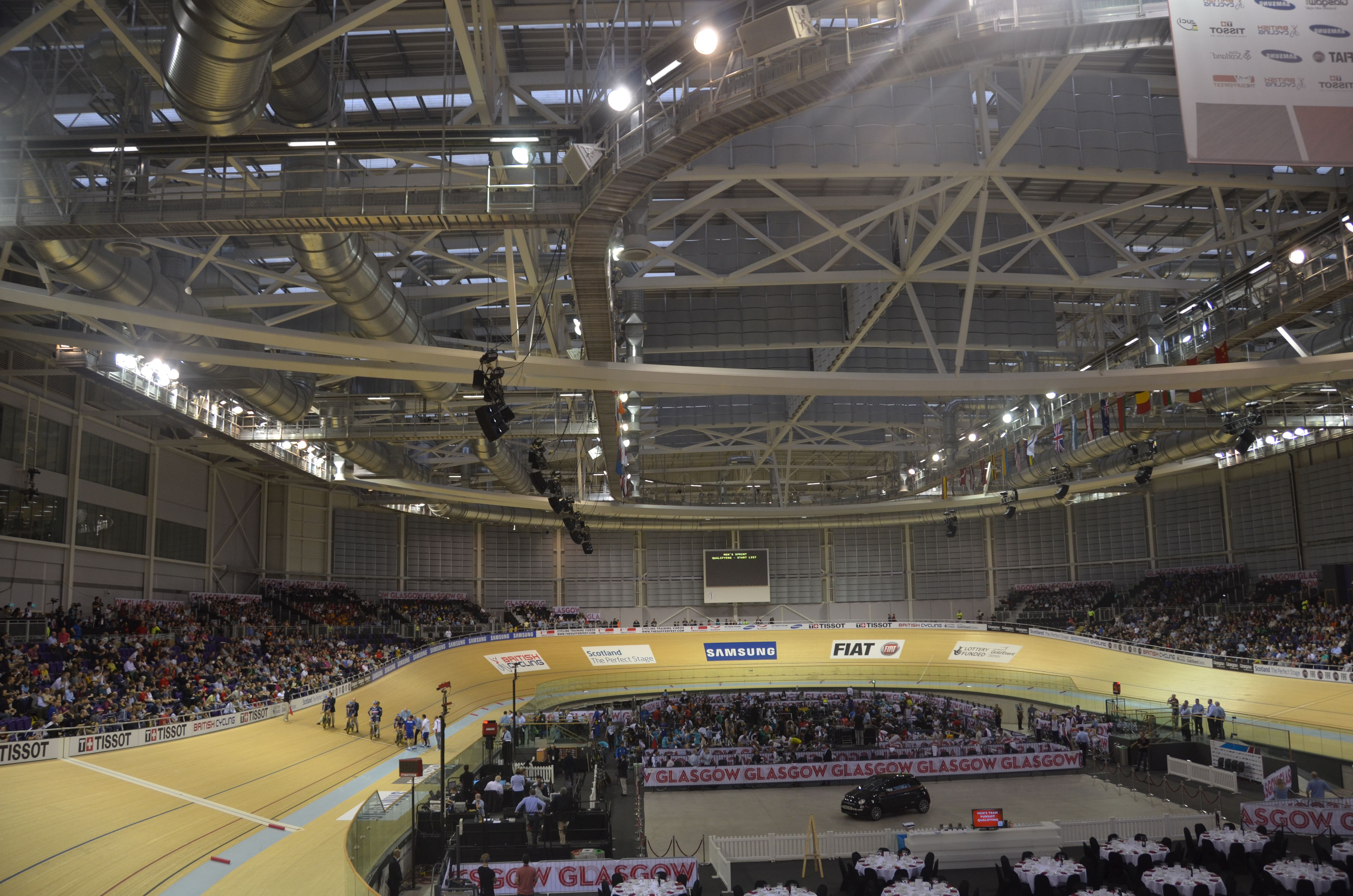
Velodrom (2012)
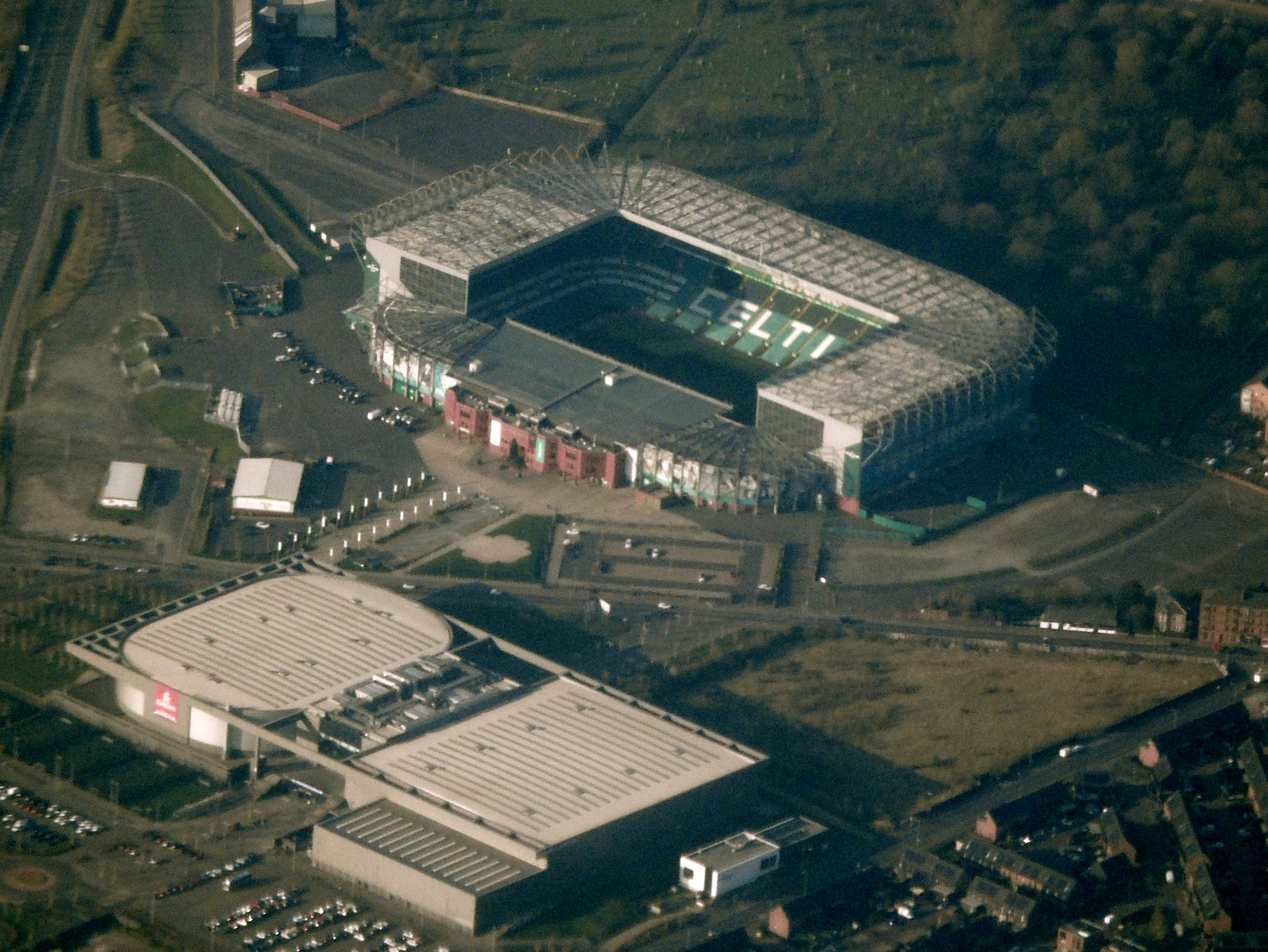
Celtic Park a Emirates Arena
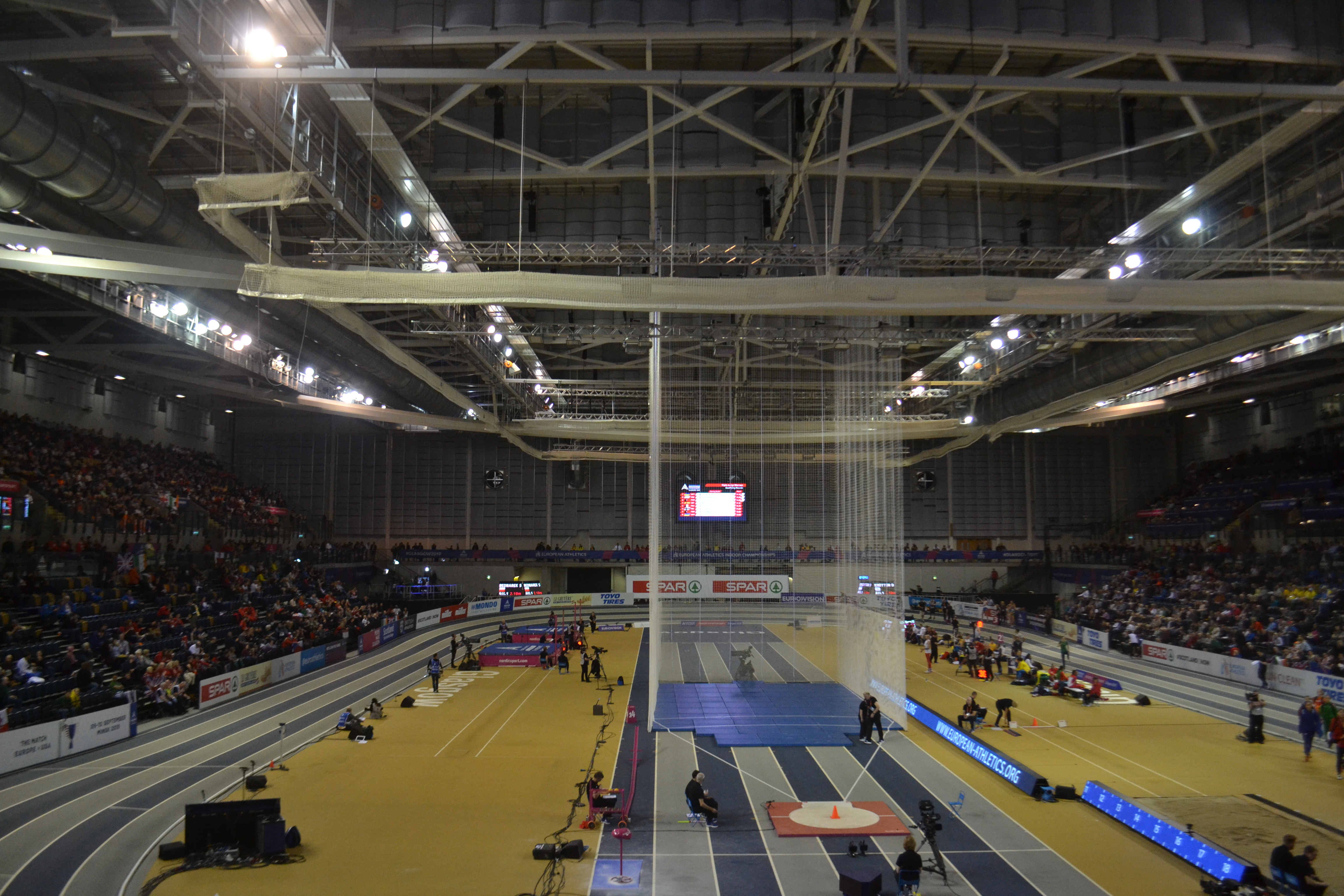
Halové ME v atletice 2019